# جلیل بابازاده
جلیل بابازاده قانع، متولد ۱۳۴۳ در اردبیل، سرتیپ سپاه پاسداران و جانباز جنگ ایران و عراق است که نزدیک به ۱۵ سال فرماندهی سپاه حضرت عباس استان اردبیل را برعهده داشته و هم‌اکنون به عنوان فرمانده قرارگاه عاشورای نیروی زمینی سپاه مشغول فعالیت می‌باشد.
جلیل بابازاده در اسفندماه ۱۴۰۱ با حکم سید علی خامنه‌ای در جایگاه فرمانده کل قوا، به درجه سرتیپی ارتقاء یافت.